# Afropydna
Afropydna é um gênero de traça pertencente à família Arctiidae.

## Espécies
- Afropydna angolensis
- Afropydna distincta
- Afropydna indistincta
- Afropydna witteana